# Samuel Jacobi

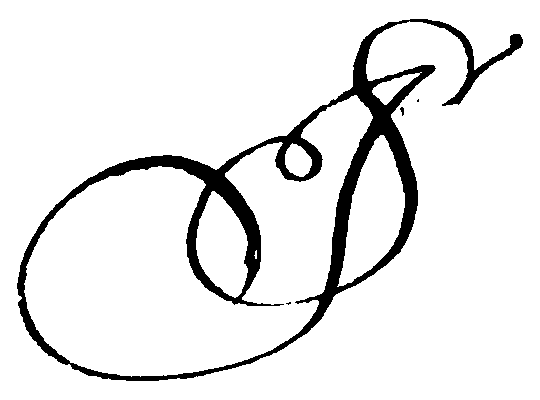
Signum Samuel Jacobis

Samuel Jacobi (* 1652 in Großgrabe (Lausitz); † 26. Juli 1721 in Grimma) war ein deutscher Kantor und Komponist.

## Leben

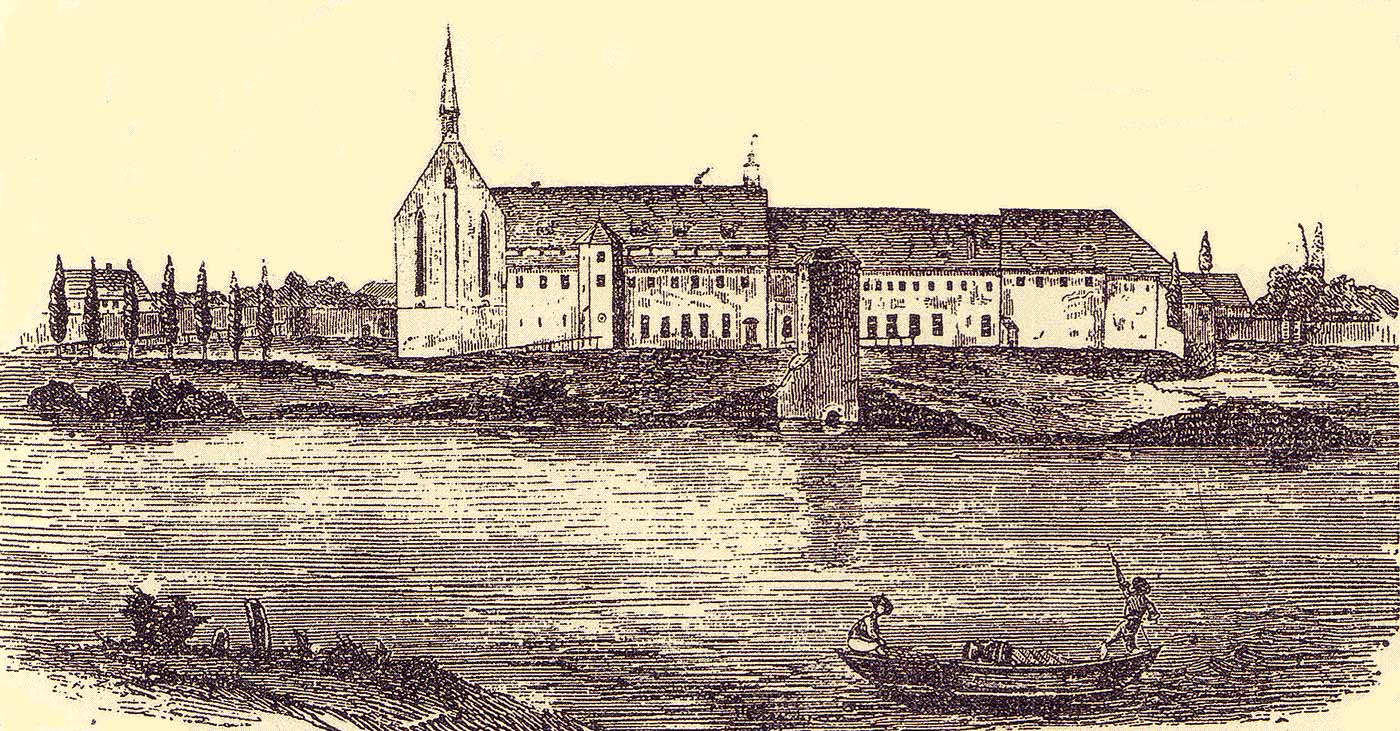
Ansicht der Fürstenschule St. Augustin in Grimma im 17. Jh.

Samuel Jacobi beendete nach Absolvierung der Dresdner Kreuzschule die Leipziger Universität und war ab 1680 Kantor an der Fürstenschule Grimma. Dieses Amt hatte er bis zu seinem Tode inne. Seine Hauptbedeutung liegt weniger in seinen Kompositionen, als im Zusammentragen der sogenannten „Sammlung Jacobi“, die als eine der bedeutendsten Sammlung barocker Kirchenmusik in Deutschland gilt.
Seine Söhne waren der Komponist Christian August Jacobi, der Wittenberger Musikdirektor (seit 1712) und Organist der dortigen Schloßkirche Samuel Franz (auch Franciscus) Jacobi (* 1682; † nach 1729) und Gottlieb Sigmund Jacobi (* vor 1700; † 1726).

## Sammlung Jacobi
Samuel Jacobi legte in der Zeit seiner über 40-jährigen Tätigkeit als Kantor in Grimma eine umfangreiche Sammlung von meist eigenen Kopien barocker Kirchenmusik an. Die Musik diente zu Unterrichtszwecken, Schulfeierlichkeiten und zur musikalischen Gestaltung der Gottesdienste der Stadt Grimma. Da Grimma zwischen den damaligen beiden Musikzentren Dresden und Leipzig liegt, gelangten sowohl Werke italienischer Meister dorthin, als auch Musik der Dresdner Hofkapelle, deren Noten im Jahre 1760 allesamt während des Siebenjährigen Krieges nach preußischem Beschuss im sogenannten Prinzenpalais (in dem sich auch das Dresdener Hofnotenarchiv befand) ein Raub der Flammen wurden.
Dresdner Provenienz sind die von Jacobi kopierten und größtenteils aufgeführten Werke von Vincenzo Albrici, Carlo Pallavicino, Marco Giuseppe Peranda, eine Reihe anonymer Kompositionen, aber auch Einzelwerke entfernteren Ursprungs, die nur auf dem Weg über die Dresdner Hofkapelle nach Grimma gelangt sein können – recht bedeutende Kompositionen von Antonio Bertali, Heinrich Ignaz Franz Biber, Giacomo Carissimi, Johann Heinrich Schmelzer und anderen. Es liegt nahe, dass Werke von Komponisten an anderen mitteldeutschen Höfen ebenfalls über die Dresdner Hofmusik nach Grimma gelangt sind, solche von Johann Beer, Johann Philipp Krieger oder Philipp Heinrich Erlebach.
Der Leipziger Musikpflege entstammen zahlreiche in Grimma überlieferte Kompositionen von Christian Ludwig Boxberg, Johann David Heinichen – von diesem zehn deutschtextierte Kirchenkantaten aus seiner vordresdner Zeit –, Esaias Hickmann dem Knüpferschüler, Sebastian Knüpfer selbst, Adam Krieger, Johann Kuhnau, Johann Schelle, Daniel Vetter usw. Nach Halle verweisen Kantaten Friedrich Wilhelm Zachows.
Auch Abschriften einiger Werke von Georg Philipp Telemann sind in der Sammlung Jacobi, ebenso wie die Kompositionen seines Sohnes Christian August Jacobi vorhanden.
Die Sammlung wurde nach dem Tod Jacobis um weitere Werke erweitert, in den 1960er Jahren nach Dresden in die Sächsische Landesbibliothek überführt und im Jahre 2009 als „Musikhandschriften der Fürstenschule Grimma“ katalogisiert.

## Werke
- Historia Resurrectionis (1686, V (6), orch, bc)
- Oratorium „Historia von der Geburt Christi“
- Choral: Christus gibt durch den Tod das Leben
- Choral: Das kanaanäische Weib (Reminiscere)
- Choral: Der da mit wenig Fischen (Laetare)
- Choral: Der Hauptmann glaubt
- Choral: Hast du groß Gut (Spruchtext auf das Evangelium zum 1. Sonntag nach Trinitatis)
- Choral: Vor allen Gästen Christum
- Choral: Vor seinem Sterben Simeon lobsingt